# Sucesión apostólica

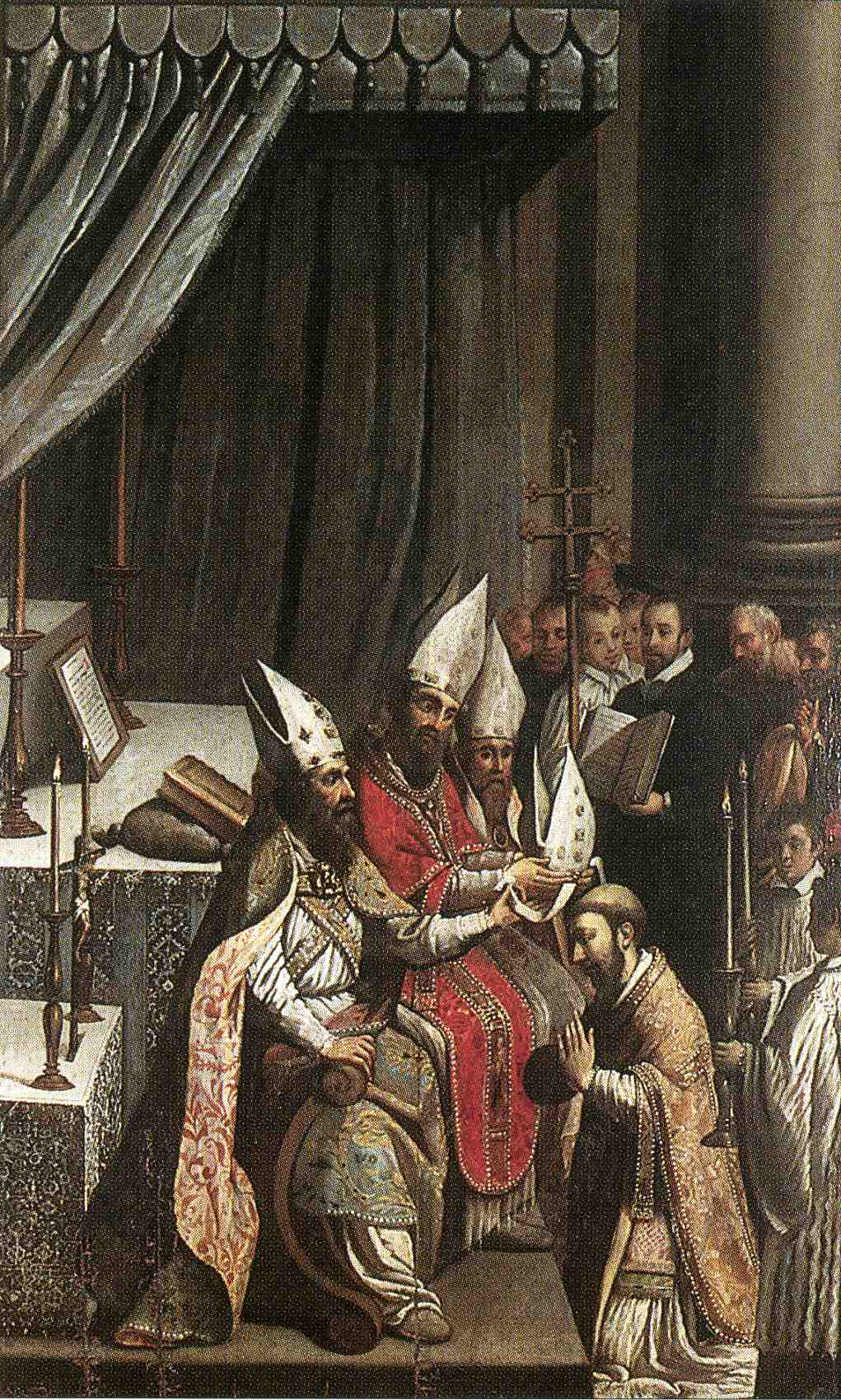
Ordenación episcopal: Consécration de Déodat, pintura de Claude Bassot (1620)

Dentro de la teología católica, ortodoxa, copta y de otras antiguas iglesias orientales, la doctrina de la sucesión apostólica mantiene que la Iglesia católica, la Iglesia ortodoxa, la Iglesia copta y demás antiguas iglesias orientales son las sucesoras y herederas espirituales de los apóstoles. De esta forma, la validez y la autoridad del ministerio ordenado (u orden sagrado) deriva de los apóstoles. Sin embargo, en la gran mayoría de las denominaciones protestantes, esta doctrina es rechazada o bien es entendida de modo diferente.[cita requerida]

## Sucesión apostólica en el catolicismo

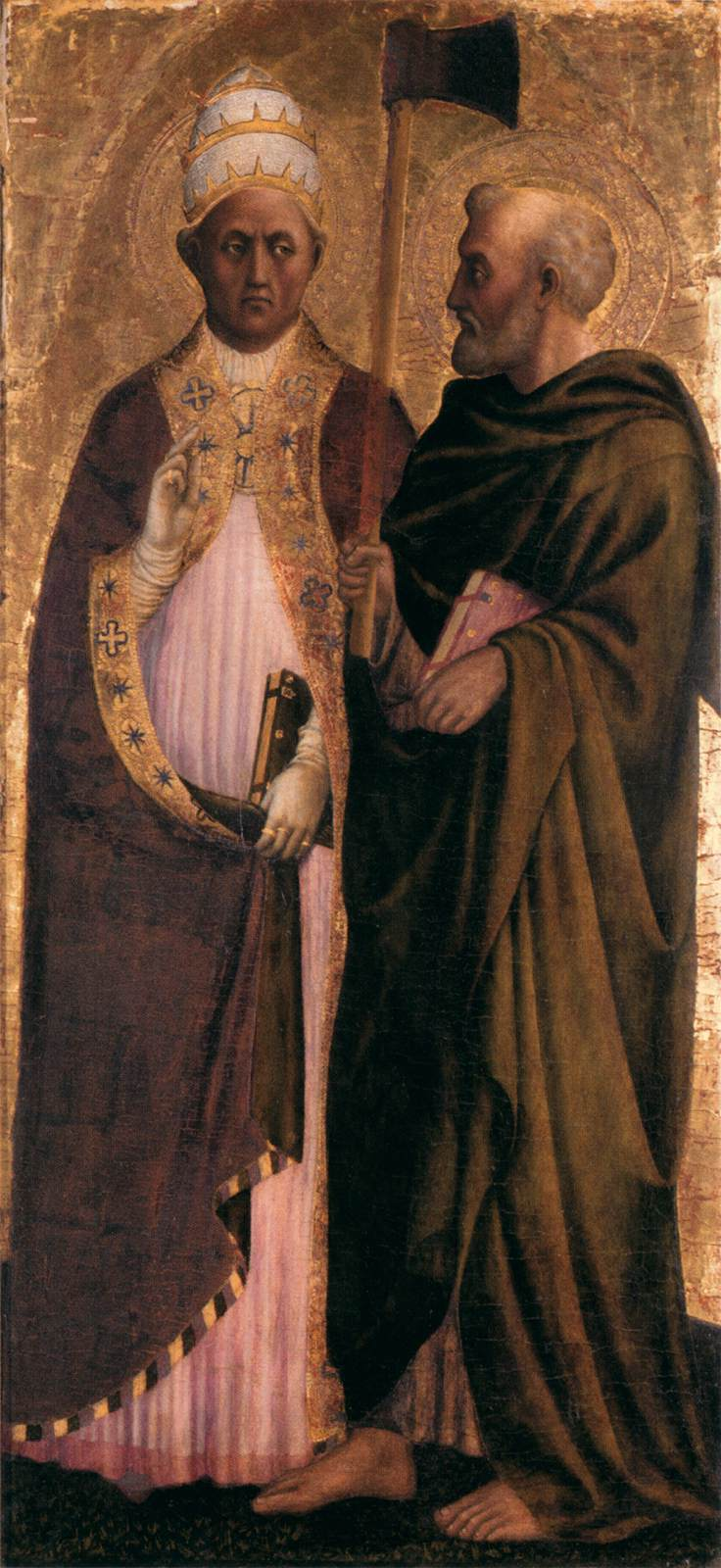
Matías el Apóstol quien reemplazó a Judas Iscariote parado con el Papa

La Iglesia católica, la Iglesia ortodoxa y la Iglesia copta denominan sucesión apostólica a "la transmisión, mediante el sacramento del Orden, de la misión y la potestad de los Apóstoles a sus sucesores, los obispos. Gracias a esta transmisión, la Iglesia se mantiene en comunión de fe y de vida con su origen, mientras a lo largo de los siglos ordena todo su apostolado a la difusión del Reino de Cristo sobre la tierra".
La Iglesia católica, la Iglesia ortodoxa y la Iglesia copta afirman que la sucesión apostólica se mantiene mediante la ordenación de obispos de forma personal e ininterrumpida desde los tiempos de los apóstoles. Esto es, los apóstoles ordenaron a obispos, los cuales de forma ininterrumpida han seguido ordenando nuevos obispos hasta hoy.
Esta doctrina de los obispos como sucesores de los apóstoles, los cuales a su vez habían sido elegidos y configurados por el mismo Cristo, es formulada por primera vez por san Clemente a finales del siglo I. Sin embargo, su formalización hubo de esperar al surgimiento de las diversas doctrinas gnósticas entre los siglos I y IV, al proclamar sus seguidores que existía una tradición oculta que se remontaba al propio Cristo y a los apóstoles. La Iglesia Católica utilizó la doctrina de la sucesión apostólica para contrarrestar las predicaciones de los gnósticos, haciendo énfasis en la figura del obispo como preservador de la verdad revelada transmitida por los apóstoles.

En efecto, podemos enumerar a los que fueron instituidos por los apóstoles como obispos sucesores suyos hasta nosotros (...) 
Sería muy largo en un escrito como el presente enumerar la lista sucesoria de todas las Iglesias. Por ello indicaremos cómo la mayor de ellas, la más antigua y la más conocida de todas, la Iglesia que en Roma fundaron y establecieron los dos gloriosísimos apóstoles Pedro y Pablo, tiene una tradición que arranca de los apóstoles y llega hasta nosotros, en la predicación de la fe a los hombres (cf. Rom 1, 8), a través de la sucesión de los obispos. Así confundimos a todos aquellos que, de cualquier manera, ya sea por complacerse a sí mismos, ya por vana gloria, ya por ceguedad o falsedad de juicio, se juntan en grupos ilegítimos. En efecto, con esta Iglesia (de Roma), a causa de la mayor autoridad de su origen, ha de estar necesariamente de acuerdo toda otra Iglesia, es decir, los fieles de todas partes; en ella siempre se ha conservado por todos los que vienen de todas partes aquella tradición que arranca de los apóstoles.
En efecto, los apóstoles (Pedro y Pablo), habiendo fundado y edificado esta Iglesia, entregaron a Lino el cargo episcopal de su administración; y de este Lino hace mención Pablo en la carta a Timoteo. A él le sucedió Anacleto, y después de éste, en el tercer lugar a partir de los apóstoles, cayó en suerte el episcopado a Clemente, el cual había visto a los mismos apóstoles, y había conversado con ellos; y no era el único en esta situación, sino que todavía resonaba la predicación de los apóstoles, y tenía la tradición ante los ojos, ya que sobrevivían todavía muchos que habían sido enseñados por los apóstoles (...) 
A Clemente sucedió Evaristo. Y a éste Alejandro. Luego, en el sexto lugar a partir de los apóstoles, fue nombrado Sixto, y después de éste Telesforo, que tuvo un martirio gloriosísimo. Luego, Higinio; luego, Pío, y luego Aniceto; y habiendo Sotero sucedido a Aniceto, ahora, en el duodécimo lugar después de los apóstoles, ocupa el cargo episcopal Eleuterio. Según este orden y esta sucesión, la tradición de la Iglesia que arranca de los apóstoles y la predicación de la verdad han llegado hasta nosotros. Esta es una prueba suficientísima de que una fe idéntica y vivificadora se ha conservado y se ha transmitido dentro de la verdad en la Iglesia desde los apóstoles hasta nosotros (...)
Policarpo no sólo fue instruido por los apóstoles (...) sino que también fue nombrado obispo de la Iglesia de Esmirna, por los apóstoles de Asia (...) vivió muchos años, y se murió dando un glorioso ejemplo con su martirio. Siempre enseñó las cosas que él había aprendido de los apóstoles, y que la Iglesia trasmite, y que son, por cierto, verdaderas. De estas cosas dan testimonio todas las iglesias de Asia, como lo hacen también todos los sucesores de Policarpo hasta el presente (...)
Siendo nuestros argumentos de tanto peso, no hay para qué ir a buscar todavía de otros la verdad que tan fácilmente se encuentra en la Iglesia, ya que los apóstoles depositaron en ella, como en una despensa opulenta, todo lo que pertenece a la verdad, a fin de que todo el que quiera pueda tomar de ella la bebida de la vida (...) Y esto ¿qué implica? Si surgiese alguna discusión, aunque fuese de alguna cuestión de poca monta, ¿no habría que recurrir a las iglesias antiquísimas que habían gozado de la presencia de los apóstoles, para tomar de ellas lo que fuere cierto y claro acerca de la cuestión en litigio? (...)
Es necesario obedecer a los presbíteros de la Iglesia, aquellos que, como hemos mostrado, pertenecen a la sucesión de los apóstoles (...) Pero los demás, aquellos que no tienen parte en la sucesión primigenia, se reúnan donde se reúnan, son para ser tenidos bajo sospecha.
La auténtica doctrina es la doctrina de los apóstoles, y la antigua organización de la Iglesia en todo el mundo, y la manifestación del cuerpo de Cristo según la sucesión de obispos, por la cual los obispos han trasmitido la Iglesia que se encuentra en todas partes; y también la completa transmisión de las Escrituras, que nos ha llegado hasta nosotros gracias a que fue preservada de toda falsificación, y que hemos recibido sin agregados ni supresiones; y la lectura sin falsificación, y una diligente y legítima exposición (de la doctrina) según las Escrituras.
San Ireneo, año 190 aprox.

La Iglesia anglicana y luterana reclaman tener sucesión apostólica, aunque la Iglesia católica no la reconoce como válida, a diferencia de la sucesión reclamada por los ortodoxos y los coptos. 
Sin embargo, las iglesias nacidas desde el siglo XIX en adelante, conceden poca o ninguna importancia a esta doctrina (puesto que, de acuerdo a su interpretación de las Escrituras, eliminaron las figuras de obispos y sacerdotes), enfatizando la libre interpretación de la Biblia como lazo de continuidad con la fe de Cristo y los apóstoles. En las denominaciones protestantes es imposible constatar una línea de sucesión apostólica ya que según la enseñanza tradicional esta yace condicionada a la permanencia de los ministros ordenados en la unidad de la Iglesia. 

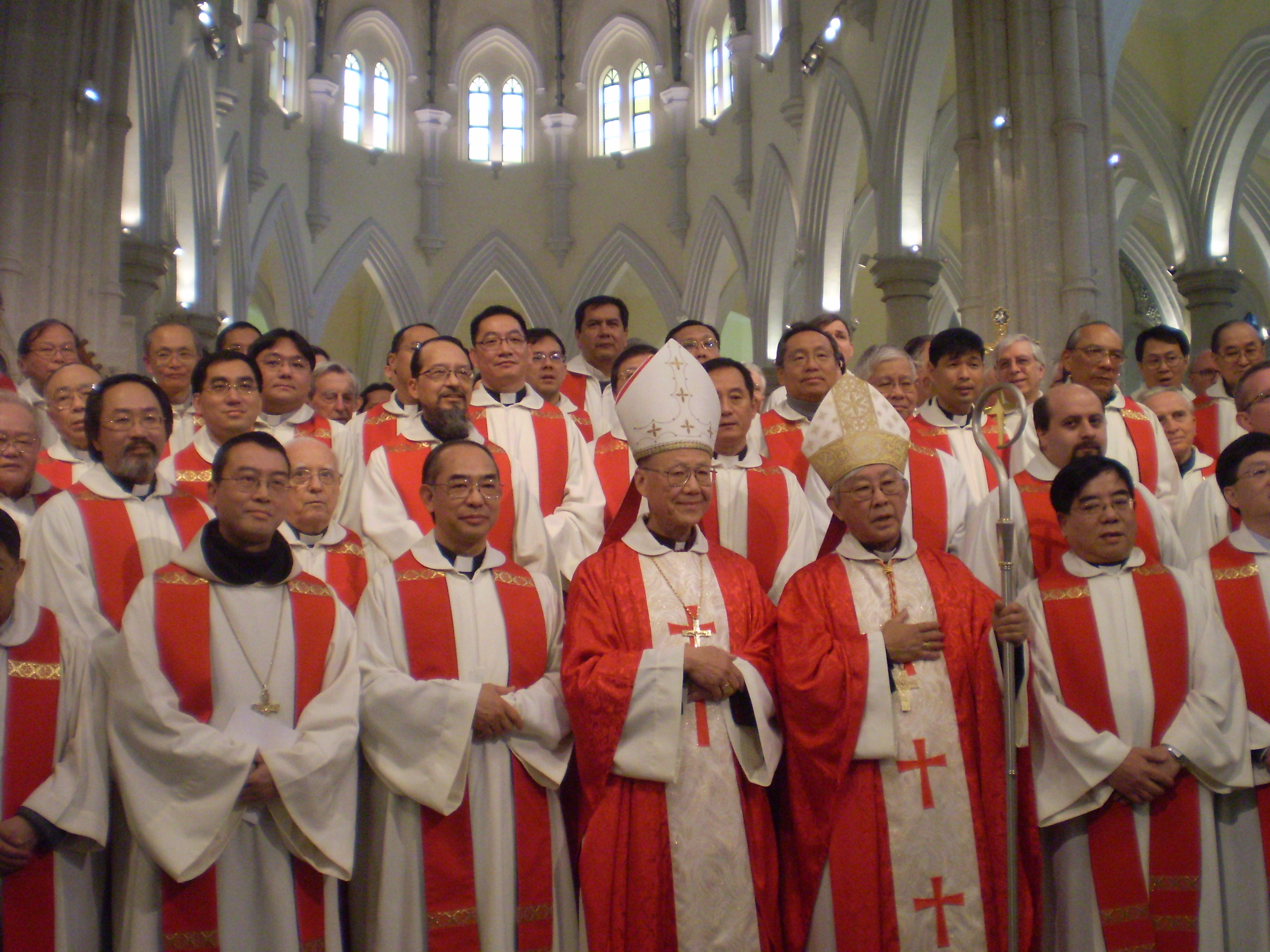
Obispos y sacerdotes católicos en Hong Kong.

Cabe mencionar que, según la ley canónica y la generalidad de los teólogos conservadores, esta sucesión solamente tiene validez entre varones, por la naturaleza misma del sacramento del Orden, causa principal por la que algunas iglesias partidarias de esta doctrina han experimentado en las últimas décadas fuertes conflictos debido a la ordenación episcopal de mujeres, tal como ocurre entre los anglicanos. Por su parte, las Iglesia Católica no acepta tales ordenaciones.

## Sucesión apostólica según los Padres de la Iglesia
Desde los primeros siglos de la era cristiana los Padres de la Iglesia, sobre todo los apologistas hicieron un marcado énfasis en el principio de la sucesión apostólica, como demostración de la legitimidad y autoridad de la Iglesia Católica ante las sectas cismáticas emergentes.

Los apóstoles fueron constituidos por el Señor Jesucristo los predicadores del Evangelio para nosotros...
Y así, a medida que iban predicando por lugares y ciudades, iban estableciendo –después de probarlos en el espíritu– a las primicias de ellos, como obispos y diáconos de los que habían de creer.
Y también nuestros apóstoles conocieron por nuestro Señor Jesucristo que habría de haber emulación por el episcopado. Por esta razón, con pleno conocimiento de lo que había de suceder, establecieron a los susodichos y dieron para lo sucesivo la norma de que cuando ellos murieran, otros hombres probados les sucedieran en el ministerio. Así pues, los hombres establecidos por ellos, o después por otros varones eximios, en comunidad de sentimientos con toda la Iglesia; hombres que han servido irreprochablemente al rebaño de Cristo con espíritu de humildad, pacífica y desinteresadamente; que durante mucho tiempo han gozado de la aprobación de todos; estos hombres creemos que en justicia no pueden ser apartados de su ministerio.
San Clemente Romano

Es necesario, por lo tanto -y eso es lo que ya hacéis- que no hagáis nada sin el obispo, y que seáis sumisos también al presbiterio, como si fuera a los apóstoles de Jesús, nuestra esperanza, en el cual seremos encontrados, supuesto que vivamos con Él...
Del mismo modo, que todos respeten a los diáconos como respetarían a Jesucristo, del mismo modo como respetan al obispo como una imagen del Padre, y a los presbíteros como al consejo de Dios y al colegio de los Apóstoles. Sin estos, no puede llamarse “iglesia”. Estoy seguro que entenderéis estas cosas, ya que he recibido el buen ejemplo de vuestro amor, y lo tengo conmigo en la persona de vuestro obispo...
San Ignacio de Antioquía

Por cierto, los que pertenecen a Dios y a Jesucristo, esos están con el obispo. Y los que se arrepienten y retornan a la unidad de la iglesia, ellos también serán de Dios, y vivirán según Jesucristo. Que nadie se equivoque, hermanos amados: si alguien sigue a un cismático, ese tal no entrará en el Reino de Dios... Sed solícitos de tener una sola eucaristía, de modo que cualquier cosa que hagáis esté en consonancia con Dios: porque hay una sola Carne de Nuestro Señor Jesucristo, y un solo cáliz en unión con su Sangre; hay un solo altar, al modo como hay un solo obispo con sus presbíteros y mis compañeros servidores, los diáconos.
San Ignacio de Antioquía

Porque vosotros todos debéis seguir al obispo, al modo como Jesucristo sigue al Padre, y debéis seguir a los presbíteros como seguiríais a los Apóstoles... Que nadie haga ninguna cosa que sea importante con respecto a la iglesia sin el obispo. Considerar como válida sólo aquella eucaristía que es celebrada por el obispo, o por uno que él designe. Que la gente se reúna allí donde haya un obispo, al modo como la Iglesia Católica está allí donde está Cristo. Y tampoco se permite bautizar sin el obispo, o celebrar el ágape; pero cualquier cosa que el obispo apruebe, eso será grato a Dios, de modo que lo que se haga así será válido y seguro.
San Ignacio de Antioquía

Testimonio de Egesipo (ca. 180 dC.):
Egesipo, sin duda, en los cinco libros de Memorias que nos han llegado, ha dejado clara cuál fue su opinión. En estos libros él muestra que viajó hasta Roma, y se encontró con muchos obispos, y que de todos ellos escuchó siempre la misma y única doctrina. Es interesante ver lo que dice, luego de hacer algunos comentarios sobre la carta de Clemente a los Corintios; dice: Y la iglesia en Corinto ha continuado en la sana doctrina hasta el tiempo de Primus, que es el obispo de Corinto, y con el cual he conversado prolongadamente en mi camino a Roma, cuando pasé unos días con los de Corinto; durante esas conversaciones nos animábamos mutuamente en la doctrina verdadera. Cuando llegué a Roma hice una lista de la sucesión (de obispos de Roma) hasta Aniceto, cuyo diácono fue Eleuterio. Y después de Aniceto le sucedió Soler, y luego de él Eleuterio. En cada sucesión y en cada ciudad hay una continuación en lo que se proclama en la Ley, los Profetas y el Señor.
Eusebio de Cesarea

Si aparece cualquier herejía que pretenda tener sus orígenes en el tiempo apostólico, de modo que parezca una doctrina entregada por los mismos apóstoles porque son -dicen ellos- de aquel tiempo, podemos decirles: que nos muestren los orígenes de sus iglesias, que nos muestren el orden de sus obispos en sucesión desde los comienzos, de tal modo que su primer obispo tenga como su autor y predecesor a uno de los apóstoles o de los hombres apostólicos que trabajaron codo a codo con los apóstoles. Porque es así que las iglesias apostólicas transmiten sus listas: como la iglesia de Smirna, que sabe que Policarpo fue puesto allí por Juan; como la iglesia de Roma, donde Clemente fue ordenado por Pedro. Es así que todas las demás iglesias muestran quiénes han tenido ellas como brotes de las raíces apostólicas, habiendo recibido el cargo episcopal de manos de los apóstoles. Tal vez los herejes quieran inventar listas ficticias: después de todo, si han sido capaces de blasfemar, ¿qué les parecerá ya pecaminoso?... Por lo tanto, que le hagan esta prueba, incluso las iglesias que son de origen posterior en el tiempo -surgen nuevas iglesias todos los días- y que no tienen como fundador inmediato un apóstol o un varón apostólico, ya que los que tienen la misma doctrina que las iglesias de origen apostólico son consideradas también ellas apostólicas, por el estrecho parentesco de sus doctrinas.
Tertuliano

La Iglesia es una sola, y así como ella es una, no se puede estar a la vez dentro y fuera de la Iglesia. Porque si la Iglesia está con doctrina del (hereje) Novaciano, entonces está en contra del (Papa) Cornelio. Pero si la Iglesia está con Cornelio, el cual sucedió en su oficio al obispo (de Roma) Fabián mediante una ordenación legítima, y al cual el Señor, además del honor del sacerdocio concedió el honor del martirio, entonces Novaciano está fuera de la Iglesia; ni siquiera puede ser considerado como obispo, ya que no sucedió a ninguno, y despreciando la Tradición evangélica y apostólica, surgió por su propia cuenta. Porque ya sabemos que quien no fue ordenado en la Iglesia no pertenece a ella de ningún modo.
San Cipriano de Cartago

De modo que el poder de perdonar los pecados fue dado (por Cristo) a los apóstoles, y a las iglesias fundadas por ellos, y a los obispos que los sucedieron al ser ordenados en su lugar (qui iis ordinatione vicaria successerunt).
Firmiliano de Cesarea

Lejos de mí el hablar contra uno sólo de estos clérigos que, perteneciendo a la sucesión que viene desde los apóstoles, confeccionan por sus santas palabras el Cuerpo de Cristo, y por cuyos esfuerzos hemos llegado a ser cristianos.
San Jerónimo

Hay muchas otras cosas que pueden hacer que con toda propiedad permanezca yo en su seno (dentro de la Iglesia)... Y la sucesión de los sacerdotes, desde la misma sede de Pedro, a quien el Señor, después de su resurrección, encomendó la tarea de alimentar a sus ovejas (Jn 21,15-17) hasta el presente orden episcopal, esto también me mantiene en su seno. Finalmente, el mismo nombre de "Católica" que, no sin razón, se aplica única y exclusivamente a esta Iglesia, siendo que hay tantos y tantos herejes...
San Agustín de Hipona